# 新潟歯学会
新潟歯学会（にいがたしがっかい、Niigata Dental Society）は、新潟大学歯学部の学術外郭団体。

## 概要
1968年に設立される。2011年現在会員数913名。

## 本部事務局
- 〒951-8514　新潟県新潟市中央区学校町通2番町5274番地　新潟大学歯学部内

## 学会誌
- 『新潟歯学会雑誌』年2回発刊 ISSN 0385-0153

## 加盟団体
- 日本歯学系学会協議会